# Віріальні коефіцієнти
Віріальними коефіцієнтами називаються коефіцієнти B(T), C(T) і так далі в розкладі рівняння стану в ряд по степенях густини:
{\displaystyle P={\frac {Nk_{B}T}{V}}\left(1+{\frac {NB(T)}{V}}+{\frac {N^{2}C(T)}{V^{2}}}+...\right)}.
Тут P - тиск, V - об'єм газу, N - кількість молекул у газі, kB - стала Больцмана. Густина газу дорівнює 
{\displaystyle \rho =N/V}.
Перший коефіцієнт розкладу відповідає ідеальному газу. 
Коефіцієнт B(T) називається другим віріальним коефіцієнтом, С(Т) - третім  віріальним коефіцієнтом і так далі. 
Другий віріальний коефіцієнт враховує парну взаємодію між молекулами газу, третій - взаємодію трьох молекул тощо. 
Якщо парна взаємодія між молекулами задається потенціалом U12, потрійна взаємодія потенціалом U123 і так далі, то 
віріальні коефіцієнти можна отримати із наступної параметричної залежності між тиском і числом молекул:
{\displaystyle P=k_{B}T\sum _{n=1}^{\infty }{\frac {J_{n}}{n!}}\chi ^{n}},
{\displaystyle N=V\sum _{n=1}^{\infty }{\frac {J_{n}}{(n-1)!}}\chi ^{n}},
де χ - змінна параметричної залежності,
{\displaystyle J_{1}=1},
{\displaystyle J_{2}=\int \left(e^{-U_{12}/k_{B}T}-1\right)dV_{2}},
{\displaystyle J_{3}=\int \left(e^{-U_{123}/k_{B}T}-e^{-U_{12}/k_{B}T}-e^{-U_{13}/k_{B}T}-e^{-U_{23}/k_{B}T}+2\right)dV_{2}dV_{3}}.
тощо. 
У першому наближенні для тиску {\displaystyle P=k_{B}T\chi \,}, для числа молекул {\displaystyle N=V\chi \,}, звідки рівняння стану ідеального газу отримується у вигляді
{\displaystyle PV=Nk_{B}T\,}.